# Scaldiporia vandokkumi
La scaldiporia (Scaldiporia vandokkumi) è un cetaceo estinto, appartenente agli odontoceti. Visse tra il Miocene superiore e il Pliocene inferiore (circa 7-5 milioni di anni fa) e i suoi resti fossili sono stati ritrovati nei Paesi Bassi.

## Descrizione
Tutto ciò che si conosce di questo animale è un cranio privo della parte anteriore (rostro), e quindi non è possibile una ricostruzione dettagliata dell'animale. Tuttavia, il cranio è molto simile a quello dell'attuale delfino del Rio della Plata (Pontoporia blainvillei), e si suppone che l'aspetto generale della specie fossile richiamasse quello della specie odierna. Erano presenti però importanti differenze: l'ampiezza del cranio era molto maggiore in Scaldiporia (oltre 14 centimetri), e in questo si avvicinava a un altro pontoporiide estinto, Pliopontos. La caratteristica più notevole del cranio di Scaldiporia era data dalle prominenze premascellari a forma di cupola e particolarmente robuste, più grandi di quelle di qualunque altro odontoceto noto. La fossa temporale, inoltre, era alta e allungata. La regione del vertice cranico, moderatamente elevata, era spostata verso sinistra, e quindi il cranio era piuttosto asimmetrico, soprattutto in relazione al cranio quasi simmetrico di Pontoporia. 

## Classificazione
Scaldiporia vandokkumi venne descritto per la prima volta nel 2018, sulla base di un cranio parziale ritrovato nell'estuario della Westerschelde, nei Paesi Bassi, in terreni risalenti alla fine del Miocene o all'inizio del Pliocene.  
Scaldiporia è considerato un rappresentante basale dei pontoporiidi, un gruppo di cetacei odontoceti attualmente rappresentati dalla sola specie Pontoporia blainvillei. 